# Villardonnel
Villardonnel (okzitanisch Vilardonèl) ist eine französische Gemeinde mit 510 Einwohnern (Stand 1. Januar 2022) im Département Aude in der Region Okzitanien. Sie gehört zum Arrondissement Carcassonne und zum Kanton La Vallée de l’Orbiel.

## Lage
Das Gemeindegebiet wird vom Flüsschen Rieu Sec durchquert, das zum Orbiel entwässert.
Nachbargemeinden von Villardonnel sind Villanière im Norden, Salsigne im Osten, Fraisse-Cabardès im Südwesten und Cuxac-Cabardès im Nordwesten.

## Bevölkerungsentwicklung
| Jahr      | 1962 | 1968 | 1975 | 1982 | 1990 | 1999 | 2017 |
| Einwohner | 355  | 317  | 342  | 331  | 365  | 412  | 498  |

## Sehenswürdigkeiten
- Grotte de Canecaude
- Kirche Saint-Jean-Baptiste (13. Jahrhundert)
- Château